# 사이터스 II
《사이터스 II》(Cytus II)는 타이완에서 독립적인 게임을 개발하고 있는 Rayark Games에서 개발한 리듬게임인 Cytus의 후속작이다. 2018년 1월 18일에 iOS용으로 처음 발매되었다. 2018년 3월 8일에는 안드로이드버전으로도 출시되었다.

## 캐릭터
각 캐릭터 소개

### PAFF
초절정 인기 아이돌 가수이자 광고계의 CF 퀸. 가상과 현실 세계를
막론하고 오로지 스포트라이트를 받기 위해 태어난 것만 같은 24살
의 슈퍼스타. 수많은 팬들을 보유했고 가상 라이브 공연의 좌석은 
일주일간 자리가 꽉 차있을 정도. 그녀의 공식 SNS 계정은 소속사에서 
그녀의 이미지 관리를 위한 도구로 이용하고 있다.
카메라와 스포트라이트가 없는 곳에서 그녀는 과연 어떤 모습의 인물일까?

### NEKO
수많은 골수팬들을 보유한 유명 인기 스트리머. 방송에선 
주로 게임 콘텐츠를 다루며 채팅창에서 팬들과 거리낌 없이
대화를 나누는 등 자신의 방송 일을 진심으로 즐기면서 하는
타입. 인터넷에선 '혼돈'과 '무질서'의 대명사로 불리지만
동시에 '창작'과 '가능성'의 아이콘으로 통하기도 한다.

### ROBO_Head
기계식 말투를 구사하고 많은 양의 데이터 자료를 근간으로
여러 일을 정확하게 예측하거나 판단하는 기이한 로봇 캐릭터.
방대한 양의 데이터를 다루면서 온라인상에서 
자신의 흥미를 끈 각종 정보나 소식 등을 공유하기도 한다.
정규 편성된 프로그램은 아니지만, 방송일도 맡고 있으며
온라인에서도 나름 유명한 편이다.

### Xenon
A.R.C의 네트워크 시스템 보안 관리원을 맡고 있으며 
자유롭게 시스템을 드나들 수 있는 권한을 보유하고 있다.
뛰어난 실력의 프로그래머이자, 개인적으로 「Xenon」이라는 
밴드에서 리더겸 기타리스트로 활동 중이다.
강한 정의감과 다른 사람들을 보호해야 한다는 사명감을 지녔고
범죄와 관련된 모든 것을 근절시키려 한다.

### ConneR
A.R.C의 네트워크 시스템 보안 관리원을 맡고 있으며 
자유롭게 시스템을 드나들 수 있는 권한을 보유하고 있다.
뛰어난 실력의 프로그래머이자, 개인적으로 「Xenon」이라는 
밴드에서 리더겸 기타리스트로 활동 중이다.
강한 정의감과 다른 사람들을 보호해야 한다는 사명감을 지녔고
범죄와 관련된 모든 것을 근절시키려 한다.

### CHERRY
밴드「Cherry PuNK」
의 리더 겸 기타리스트
아직도 풀지 못한 Xenon과의 갈등, 그리고 기억
Æsir 사건으로 재회하게 된 두 사람 앞에 
기다리고 있는 것은 진실일까, 아니면 악몽?